# Tockus
Tockus – rodzaj ptaków z rodziny dzioborożców (Bucerotidae).

## Zasięg występowania
Rodzaj obejmuje gatunki występujące w Afryce Subsaharyjskiej.

## Morfologia
Długość ciała 35–50 cm; masa ciała 124–423 g.

## Systematyka

### Etymologia
- Tockus: „Murzyni z Senegalu nadali mu nazwę tock, i myślę, że nazwę tę trzeba zachować” (de Buffon, 1770–1783)[6].
- Alophius: gr. negatywny przedrostek α- a- „bez”; λοφος lophos „kępka włosów” (por. αλοφος alophos „bez czuba”)[7]. Gatunek typowy: Buceros erythrorhynchus Temminck, 1823
- Xanthorhynchus: gr. ξανθος xanthos „żółty”; ῥυγχος rhunkhos „dziób”[8]. Gatunek typowy: Buceros leucomelas M.H.C. Lichtenstein, 1842.
- Nototockus: gr. νοτος notos „południe”; rodzaj Tockus Lesson, 1830[9]. Gatunek typowy: Toccus monteiri Hartlaub, 1865.

### Podział systematyczny
Do rodzaju należą następujące gatunki:
- Tockus monteiri Hartlaub, 1865 – toko plamoskrzydły
- Tockus erythrorhynchus (Temminck, 1823) – toko białogrzbiety
- Tockus flavirostris (Rüppell, 1835) – toko żółtodzioby
- Tockus leucomelas (M.H.C. Lichtenstein, 1842) – toko czerwonolicy
- Tockus deckeni (Cabanis, 1868) – toko czarnoskrzydły